# Petruro Irpino
Petruro Irpino è un comune italiano di 301 abitanti della provincia di Avellino in Campania.

## Geografia fisica
Petruro Irpino sorge in posizione panoramica su uno sperone roccioso nella media Valle del fiume Sabato, là dove si insinua nella località conosciuta come Stretto di Barba.

## Origini del nome
In merito all'origine del toponimo, con riferimento alle tracce di insediamenti di epoca romana ritrovati nel territorio, Petruro deriverebbe dal latino Petra ("rupe", "roccia"), oppure secondo altri da Petrurium, "pietra-roccia". Ipotesi entrambe plausibili considerando l'orografia del luogo.
Nel 1950 al nome Petruro fu aggiunto l'aggettivo "Irpino", con chiaro riferimento al distretto storico-geografico dell'Irpinia.

## Storia
Al 1240 il paese era un casale di Montefusco.
In epoca angioina (1289) il feudo di Petruro era in possesso di Giovanni Mentella. Nel XV secolo era in possesso dei D'Afflitto.
Petruro fu possesso feudale dei de Candida alla metà del XV secolo per poi passare ai Calenda agli inizi del XVI secolo. Alla fine del XVI secolo passò ai Matelica e poi ai Marano (XVII secolo). Nel 1695 Carlo II di Spagna investì Gaetano Marano del titolo di marchese di Petruro. La famiglia si estinse alla fine del XVIII secolo con Teresa Marano che sposò Domenico Bonito. Il titolo di marchese passò così al figlio Alessandro Bonito.
Tra il 1927 ed il 1945 Petruro perse l'autonomia amministrativa e fu aggregato a Chianche.

### Simboli
Lo stemma comunale e il gonfalone sono stati concessi con decreto del presidente della Repubblica del 21 dicembre 1988.
I due colli ravvicinati, ma non contigui, rappresentano lo stretto di Barba, la gola ubicata sul confine tra le province di Avellino e di Benevento, originata dall'azione erosiva del fiume Sabato.
Il gonfalone è un drappo troncato di bianco e di azzurro.

## Società

### Evoluzione demografica
Abitanti censiti

Petruro Irpino, risulta essere il secondo comune meno popolato della provincia.
Grazie allo SPRAR dal settembre 2017 la popolazione è aumentata, accogliendo 20 richiedenti asilo.

## Monumenti e luoghi d'interesse

### Architetture religiose

#### Chiesa di San Bartolomeo Apostolo
Chiesa madre del borgo, eretta intorno al XIV secolo, già sede del Vicariato Foraneo. La chiesa in passato era un’abbazia e, per concessione, il parroco si può fregiare del titolo di Abate-Parroco.
Essa conserva un dipinto di Vincenzo Sorrentino del 1920 raffigurante il Martirio di San Bartolomeo, un quadro seicentesco della Madonna di Montevergine e una reliquia di San Bartolomeo. Restaurata un’ultima volta nel 1977, a cura del parroco, Don Paolo Italo Capozzi, attualmente la chiesa versa in uno stato quasi disastrato e pericolante, a causa dell’incuria e della negligenza da parte delle Istituzioni, presentando gravi problemi strutturali sul tetto, e in maniera particolare sulla Cupola del presbiterio della Chiesa e sull’antico Campanile.

#### Chiesetta rurale della Madonna di Montevergine
Cappella rurale eretta nel XIX secolo, di ridotte dimensioni. Ogni anno viene celebrata una Messa a seguito della Processione con il quadro seicentesco presente nella Chiesa Madre.

#### Cappella Gentilizia di Santa Barbara
Cappella annessa a Palazzo Annecchini, nella piazza principale, presenta un altare preconciliare, alcuni dipinti e epigrafi settecentesche.

## Amministrazione

### Sindaci
| Periodo | Periodo   | Primo cittadino   | Partito                       | Carica  | Note |
| ------- | --------- | ----------------- | ----------------------------- | ------- | ---- |
| 1993    | 1997      | Biagino Desiderio | Democrazia Cristiana          | Sindaco |      |
| 1997    | 2001      | Biagino Desiderio | centro                        | Sindaco |      |
| 2001    | 2006      | Mauro Zarrella    | centro                        | Sindaco |      |
| 2006    | 2011      | Mauro Zarrella    | centro-sinistra               | Sindaco |      |
| 2011    | in carica | Giuseppe Lombardi | lista civica "Petruro Futuro" | Sindaco |      |